# Hockey Club Ambrì-Piotta
L'Hockey Club Ambrì-Piotta (più comunemente HC Ambrì-Piotta o anche solo Ambrì), è un club di hockey su ghiaccio svizzero, fondato nel 1937 ed avente sede nella località di Ambrì, frazione del comune di Quinto; milita nella National League, il massimo campionato nazionale organizzato dalla Lega Svizzera di Hockey su Ghiaccio.
Nel suo palmarès vi sono una Coppa Spengler, due IIHF Continental Cup ed una Supercoppa IIHF. A livello nazionale, in un'occasione ha concluso in prima posizione la stagione regolare del campionato (che non è mai riuscito a vincere) ed ha ottenuto un successo nella Coppa Svizzera.
Sebbene il club rappresenti due piccole frazioni (Ambrì e Piotta) di un villaggio di montagna di soli 600 abitanti, esso vanta una grande tradizione sportiva e gode di un seguito popolare molto ampio. Infatti l’affluenza media durante i match casalinghi ammonta a 6017 persone (stagione 2021-2022).
Fino alla primavera 2021 la squadra giocava le partite casalinghe presso la Valascia. Dalla stagione 2021-22 le partite casalinghe vengono giocate presso il moderno stadio multifunzionale Gottardo Arena. 

## Storia

### Origini: dagli anni 1930 agli anni 1950
L'Hockey Club Ambrì-Piotta fu fondato nel 1937, traendo il proprio nome delle due frazioni più popolose del comune di Quinto, ovvero Ambrì e Piotta, situate nell'alta Val Leventina. Il primo campo di gioco fu la cosiddetta pista della "Cava", priva di copertura e in ghiaccio naturale, ricavata nell'area di una vecchia cava dismessa.
Nelle prime stagioni d'esistenza, l'HC Ambrì-Piotta militò nel campionato regionale svizzero e nella Serie B, una lega non professionistica posta al di sotto delle Divisioni Nazionali A e B. La svolta arrivò nel corso della stagione 1947-48, quando il club ticinese prese parte al campionato di Lega Nazionale B, vincendo il gruppo Est e la successiva finale. Nelle due stagioni successive l'Ambrì-Piotta si impose di nuovo nella seconda divisione, in un sistema tuttavia che non predeva promozioni e retrocessioni. Nel 1949 arrivò il primo allenatore straniero nella storia del club, il canadese Harry Vedan.
Al termine della stagione 1952-53 i biancoblù, dopo aver vinto il proprio girone, sconfissero l'EHC Basel conquistando così la prima storica promozione in Lega Nazionale A. Le stagioni successive portarono l'Ambrì-Piotta a raggiungere le posizioni di metà classifica, con il picco del terzo posto ottenuto nel 1957.

### Primo titolo e ritorno in LNB: anni 1960-70
Al termine della stagione 1962 l'Ambrì-Piotta conquistò il primo trofeo della sua storia, sconfiggendo in finale di Coppa Svizzera la formazione dell'HC Villars (squadra che avrebbe vinto poi i due campionati nazionali successivi) per 5-3. Tuttavia nel giro di sole due stagioni, nel 1964, il club chiuse il campionato in ultima posizione e fu retrocesso in Lega Nazionale B.
Nel corso delle cinque successive stagioni, dal 1964 al 1969, la squadra arrivò più volte vicina alla promozione, senza però riuscirci: per due volte fu sconfitta nello spareggio valido per un posto in LNA, il primo contro l'Hockey Club La Chaux-de-Fonds ed il secondo contro lo Young Sprinters Hockey Club di Neuchâtel. Nei tre campionati successivi la formula mutò, e fu creato un girone all'italiana nel quale si affrontavano l'ultima classificata della LNA insieme alle migliori compagini della LNB; l'Ambrì-Piotta in un'occasione giunse al secondo posto. Nel corso della stagione 1969-1970 la formazione bianco-blu riuscì a concludere al primo posto del girone valido per l'accesso in Lega Nazionale A, ritornando così nella massima divisione nazionale.
Una volta ritornato in LNA, l'Ambrì-Piotta si attestò sulle posizioni medio-basse della classifica, con i "picchi" di due quarti posti ed un terzo posto ottenuto nel campionato 1972-73. Nel 1972 grazie anche alla presenza in rosa dell'ex-stella della NHL Andy Bathgate, al tempo stesso allenatore e giocatore, l'Ambrì-Piotta giunse di nuovo alla finale di Coppa Svizzera, disputata con gare di andata e ritorno contro il Genève-Servette HC, che però perse con il punteggio di 4-3. Al termine della stagione 1977-78, conclusa in ottava ed ultima posizione, l'Ambrì-Piotta fu nuovamente retrocesso in Lega Nazionale B, quattordici anni dopo l'ultima retrocessione.

### Affermazione in LNA e trofei europei: anni 1980 e 1990
L'inizio degli anni 1980 fu segnato dal ritorno in Lega Nazionale A, conseguito nel 1982 dopo tre stagioni trascorse nella seconda divisione, nelle quali la squadra era comunque andata più volte vicina alla promozione. La stagione 1982-83 vide l'Ambrì-Piotta concludere il campionato in ottava posizione; i leventinesi furono poi incapaci di mantenere il proprio posto in LNA arrivando solo quinti nel girone promozione.
Nel 1985 l'HCAP ritornò in Lega Nazione A; contestualmente furono introdotti i play-off per decidere la vincente del campionato, abbandonando la formula del girone all'italiana. Nelle dieci stagioni dal 1987 al 1996 la squadra guadagnò sempre l'accesso ai playoff, accedendo per sei volte alle semifinali e quattro volte ai quarti di finale.
Dopo la caduta dell'Unione Sovietica, all'inizio degli anni 1990, il mondo dell'hockey su ghiaccio fu travolto da un'invasione di giocatori provenienti dal campionato sovietico e di vecchie glorie con trascorsi in National Hockey League. All'Hockey Club Ambrì-Piotta giunse nel 1984 il canadese Dale McCourt, già prima scelta assoluta al NHL Entry Draft, il quale in 264 partite mise a segno 408 punti prima del suo ritiro nel 1992; successivamente la sua maglia numero 15 fu ritirata. A metà del decennio, sotto la guida del tecnico russo Aleksandr Jakušev, ad arricchire ulteriormente la rosa della squadra, ove già spiccava Peter Jaks, giunsero i russi Oleg Petrov e Valerij Kamenskij (quest'ultimo membro del Triple Gold Club).
Dal 1997 al 2000, durante la presidenza di Emilio Juri, l'Ambrì-Piotta, condotto dall'allenatore canadese Larry Huras, raggiunse i massimi successi della sua storia. Dopo una semifinale scudetto persa nel 1998, l'anno successivo i biancoblù conclusero per la prima volta la regular season al primo posto, salvo poi arrendersi in finale a Gara-5 contro i rivali storici dell'HC Lugano. Nonostante il titolo nazionale mancato, in campo europeo arrivarono due titoli, la IIHF Continental Cup e la Supercoppa IIHF (quest'ultimo trofeo ottenuto in casa presso la Pista Valascia). Nella stagione successiva arrivarono la seconda Continental Cup e la finale di Supercoppa persa contro i russi del Metallurg Magnitogorsk.

### Anni 2000
Negli anni seguenti, dal 2001 al 2006, l'Ambrì-Piotta raggiunse una volta la semifinale e cinque volte i quarti di finale di campionato, senza riuscire tuttavia a rinnovare i fasti degli anni 1990, anche a causa dei problemi economici della società. Sulla panchina su susseguirono numerosi allenatori, nessuno dei quali tuttavia riuscì a rimanere per più di una stagione, un po' come successe al Hockey Club Lugano qualche anno dopo.
Al termine della stagione 2006-07 i biancoblù dovettero disputare i playout, per evitare lo spareggio con la squadra vincente della Lega Nazionale B. In quell'occasione, così come nel 2009-10, la squadra si salvò al primo turno. Invece nel 2008 e nel 2009 fu necessario vincere la finale dei playout, disputata fra le due squadre perdenti delle semifinali. Nella stagione 2010-2011, dopo una partenza disastrosa sotto la guida di Benoît Laporte, fu ingaggiato lo statunitense Kevin Constantine, il quale portò alla salvezza l'Ambrì solo nello spareggio contro l'EHC Visp, campione della seconda serie. Al termine della stagione 2013-14 la squadra, guidata da Serge Pelletier, riuscì a ritornare ai playoff. Infine, il 25 ottobre 2015, a nemmeno 2 mesi dall'inizio della nuova stagione, a causa degli scarsi risultati ottenuti (da ultimo la sconfitta nel derby della Resega) la dirigenza presentò il conto e decise di rimuovere Pelletier dall'incarico di allenatore, chiamando al suo posto Hans Kossmann, che già gli era subentrato in precedenza a Friborgo. Malgrado un sostanziale miglioramento del livello di prestazioni, la squadra non riuscì per un soffio a qualificarsi per i playoff e si ritrovò un'altra volta a dover disputare i playout, guadagnandosi comunque la certezza della permanenza in LNA con un certo anticipo rispetto alla conclusione del girone contro la retrocessione.
Dopo varie stagioni contraddistinte da continue delusioni (tra cui anche una salvezza raggiunta nello spareggio retrocessione-promozione contro il Langenthal nel 2016-2017), nella stagione 2018-2019 l'Ambrì-Piotta riesce a qualificarsi per i playoff, classificandosi al quinto posto al termine della stagione regolare sovvertendo tutti i pronostici di inizio stagione che li dava a fondo classifica. Questo risultato è stato in parte possibile alla superlinea composta da Dominic Zwerger, Marco Müller e Dominik Kubalík che ha garantito 134 punti (56 goal e 78 assist). Il ceco Kubalik è stato anche il miglior marcatore dell'intera lega con i suoi 57 punti in 50 partite. Ai playoff la squadra incontra l'EHC Bienne il quale si rivela essere una vera bestia nera per i biancoblù, visto che già nella regular season li aveva battuti quattro volte su quattro in stagione. Infatti i ticinesi perdono la serie 4-1, ma riescono a vincere una partita di playoff dopo ben 13 anni dall'ultima volta (contro il Lugano nel 2006). Grazie al quinto posto ottenuto in campionato, l'Ambrì si qualifica per la prima volta nella sua storia alla Champions Hockey League. La squadra guidata da Luca Cereda viene anche invitata a partecipare alla 93ª Coppa Spengler, il torneo natalizio che si tiene ogni anno a Davos, perdendo la semifinale.

### Anni 2020
Il 5 aprile 2021 viene giocata l'ultima partita presso lo stadio della Valascia. L’11 settembre 2021 si è giocata la partita inaugurale presso la moderna Nuova Valascia, situata a 600 m dalla vecchia pista. Il 31 dicembre 2022 vince la prima storica Coppa Spengler, diventando inoltre l’unica compagine ticinese e la terza svizzera a vincere questo trofeo.

## Cronologia

### Partite nelle competizioni europee
| Stagione  | Competizione            | Round                    | Nazione               | Club                   | Risultato |
| --------- | ----------------------- | ------------------------ | --------------------- | ---------------------- | --------- |
| 1998-1999 | IIHF Continental Cup    | Semifinali – Gruppo O    | Austria (bandiera)    | EC Graz                | 2-0       |
| 1998-1999 | IIHF Continental Cup    | Semifinali – Gruppo O    | Slovenia (bandiera)   | HDD Olimpija Ljubljana | 6-5       |
| 1998-1999 | IIHF Continental Cup    | Semifinali – Gruppo O    | Polonia (bandiera)    | TH Unia Oświęcim       | 3-1       |
| 1998-1999 | IIHF Continental Cup    | Finali                   | Germania (bandiera)   | Düsseldorf EG          | 6-4       |
| 1998-1999 | IIHF Continental Cup    | Finali                   | Russia (bandiera)     | Avangard Omsk          | 5-3       |
| 1998-1999 | IIHF Continental Cup    | Finali                   | Slovacchia (bandiera) | HC Košice              | 1-2       |
| 1999      | Supercoppa IIHF         | Finale                   | Russia (bandiera)     | Metallurg Magnitogorsk | 2-0       |
| 1999-2000 | IIHF Continental Cup    | Semifinali – Gruppo O    | Francia (bandiera)    | Hockey Club de Reims   | 3-4       |
| 1999-2000 | IIHF Continental Cup    | Semifinali – Gruppo O    | Slovenia (bandiera)   | HDD Olimpija Ljubljana | 5-3       |
| 1999-2000 | IIHF Continental Cup    | Semifinali – Gruppo O    | Austria (bandiera)    | VEU Feldkirch          | 9-2       |
| 1999-2000 | IIHF Continental Cup    | Finali                   | Germania (bandiera)   | Eisbären Berlin        | 2-2       |
| 1999-2000 | IIHF Continental Cup    | Finali                   | Russia (bandiera)     | Ak Bars Kazan'         | 7-3       |
| 1999-2000 | IIHF Continental Cup    | Finali                   | Slovacchia (bandiera) | HKm Zvolen             | 7-3       |
| 2000      | Supercoppa IIHF         | Finale                   | Russia (bandiera)     | Metallurg Magnitogorsk | 2-3       |
| 2000-2001 | IIHF Continental Cup    | Semifinali – Gruppo M    | Ucraina (bandiera)    | HK Berkut Kiev         | 4-2       |
| 2000-2001 | IIHF Continental Cup    | Semifinali – Gruppo M    | Svizzera (bandiera)   | HC Lugano              | 2-2       |
| 2000-2001 | IIHF Continental Cup    | Semifinali – Gruppo M    | Germania (bandiera)   | München Barons         | 1-3       |
| 2019-2020 | Champions Hockey League | Fase a gironi – Gruppo G | Svezia (bandiera)     | Färjestad Karlstad     | 1-2 e 2-1 |
| 2019-2020 | Champions Hockey League | Fase a gironi – Gruppo G | Slovacchia (bandiera) | HC Banska Bystrica     | 4-0 e 4-3 |
| 2019-2020 | Champions Hockey League | Fase a gironi – Gruppo G | Germania (bandiera)   | Red Bull Monaco        | 0-3 e 2-3 |

## Pista

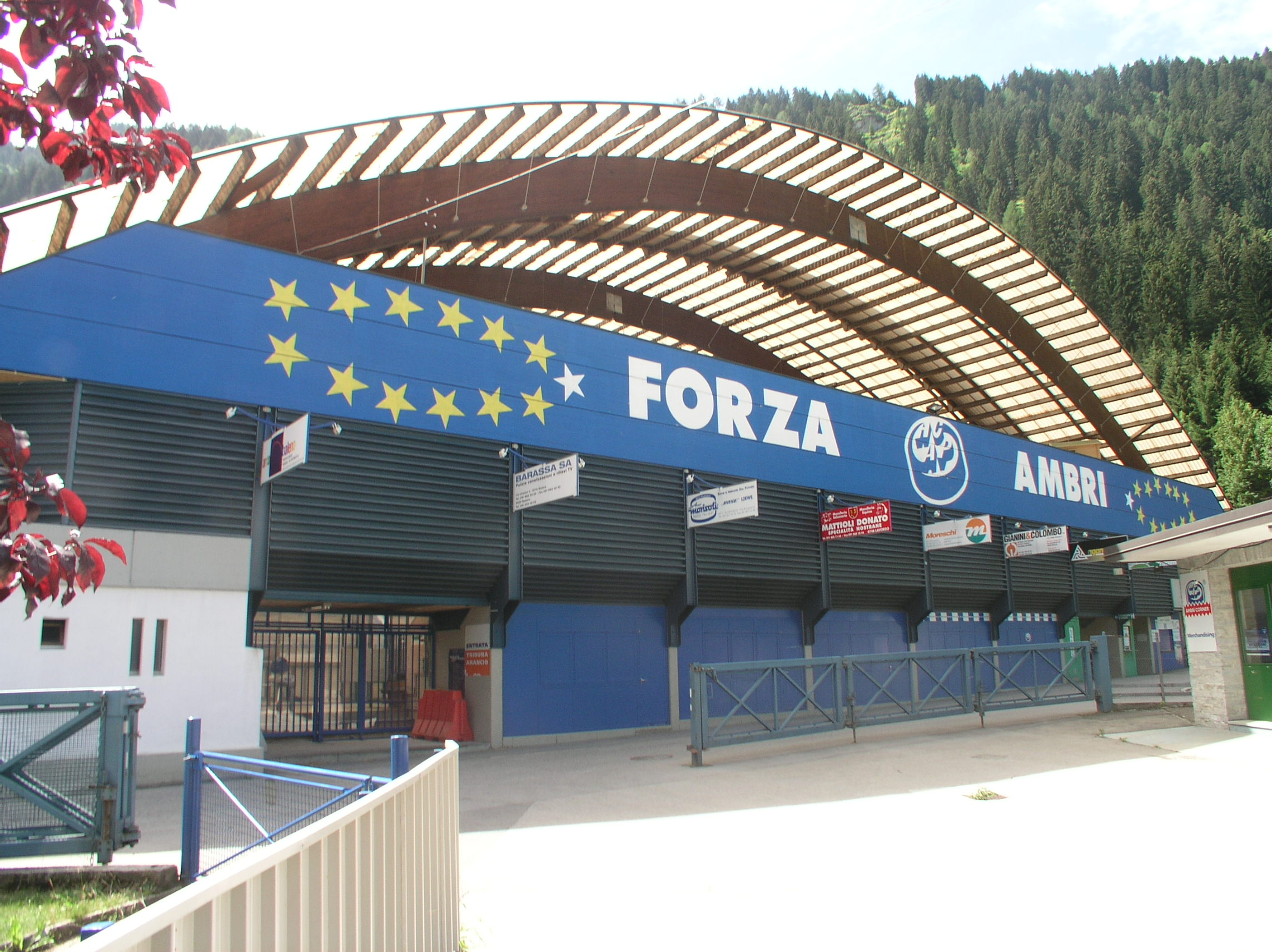
Vista esterna della Valascia.

Il primo terreno di gioco dell'Hockey Club Ambrì-Piotta fu la cosiddetta "Cava", un campo da calcio scoperto che nei mesi invernali veniva sgomberato dalla neve, innaffiato e lasciato gelare naturalmente per permettere di giocare ad hockey su ghiaccio. Il nome deriva dal fatto che l'area in passato era stata sfruttata come cava di pietrisco da impiegare nella costruzione della ferrovia del Gottardo.
La "Cava" rimase in uso dal 1937 agli anni 1940, anno in cui fu decisa la costruzione di un vero stadio del ghiaccio, con tribune permanenti (ma inizialmente senza una copertura e con la pista ancora in ghiaccio naturale). Nacque così la pista Valascia (il cui nome deriva dal termine dialettale che significa "valanga"), che a partire dal 13 dicembre 1959 fu dotata di un impianto di ghiacciamento artificiale, "tenuto a battesimo" da un match fra le nazionali di Svizzera ed Italia, vinto per 6-3 dagli ospiti.
Nonostante la pista sia situata a circa 1000 m s.l.m. l'iniziale mancanza di una copertura impediva di usufruire della pista nei mesi caldi e in caso di condizioni climatiche avverse. Nel 1979 si decise pertanto di installare un tetto sopra l'impianto.
La Valascia ha una capienza di 6500 posti, dei quali 2000 dotati di seggiolino e 4500 sulle gradinate.
Recentemente è stato formalizzato l'accordo tra il club, la società Valascia Immobiliare SA, le banche e il comune di Quinto per la realizzazione di un nuovo impianto multifunzionale del costo totale di 50 milioni di Franchi svizzeri.
Nel dicembre 2018 sono ufficialmente iniziati i lavori di costruzione della nuova pista della Valascia, la quale avrà una capienza di 7000 posti di cui 3000 sugli spalti e 4000 seduti, da concludersi entro l'inizio della stagione sportiva 2021-2022. La Gottardo Arena è stata inaugurata l'11 settembre 2021.

## Roster
Dati aggiornati al 14 novembre 2024. 
| N. | Naz.                                       | Ruolo | Nome              | Anno | Alt. | Peso | Tiro | Note             |
| -- | ------------------------------------------ | ----- | ----------------- | ---- | ---- | ---- | ---- | ---------------- |
| 30 | Finlandia (bandiera)                       | P     | Janne Juvonen     | 1994 | 185  | 85   | L    | -                |
| 35 | Italia (bandiera)                          | P     | Davide Fadani     | 2001 | 182  | 76   | L    | Licenza svizzera |
| 90 | Svizzera (bandiera)                        | P     | Gilles Senn       | 1996 | 195  | 99   | L    | -                |
|    |                                            |       |                   |      |      |      |      |                  |
| 4  | Canada (bandiera)                          | D     | Kodie Curran      | 1989 | 188  | 91   | L    | -                |
| 7  | Svizzera (bandiera)                        | D     | Isacco Dotti      | 1993 | 187  | 94   | L    | -                |
| 26 | Svizzera (bandiera)                        | D     | Simone Terraneo   | 2004 | 181  | 86   | L    | -                |
| 27 | Svizzera (bandiera)                        | D     | Zaccheo Dotti     | 1994 | 186  | 91   | L    | -                |
| 33 | Svizzera (bandiera)                        | D     | Nadir Scilacci    | 2004 | 175  | 75   | -    | -                |
| 50 | Italia (bandiera)                          | D     | Olmo Albis        | 2004 | 176  | 78   | L    | Licenza svizzera |
| 58 | Svizzera (bandiera) · Canada (bandiera)    | D     | Jesse Zgraggen    | 1993 | 185  | 95   | L    | -                |
| 59 | Svizzera (bandiera)                        | D     | Dario Wüthrich    | 1999 | 187  | 92   | R    | -                |
| 71 | Finlandia (bandiera)                       | D     | Jesse Virtanen    | 1991 | 181  | 84   | L    | -                |
| 72 | Svezia (bandiera)                          | D     | Tim Heed          | 1991 | 182  | 85   | R    | -                |
| 86 | Svizzera (bandiera)                        | D     | Rocco Pezzullo    | 2001 | 185  | 84   | L    | -                |
|    |                                            |       |                   |      |      |      |      |                  |
| 12 | Svizzera (bandiera)                        | A     | Daniele Grassi C  | 1993 | 180  | 85   | R    | -                |
| 13 | Canada (bandiera) · Stati Uniti (bandiera) | A     | Manix Landry      | 2002 | 180  | 82   | L    | -                |
| 16 | Austria (bandiera)                         | A     | Dominic Zwerger A | 1996 | 183  | 93   | L    | Licenza svizzera |
| 17 | Svizzera (bandiera) · Canada (bandiera)    | A     | Miles Müller      | 2004 | 183  | 88   | L    | -                |
| 18 | Svizzera (bandiera)                        | A     | Inti Pestoni A    | 1991 | 173  | 90   | L    | -                |
| 22 | Italia (bandiera)                          | A     | Diego Kostner     | 1992 | 183  | 82   | R    | Licenza svizzera |
| 43 | Svizzera (bandiera)                        | A     | Tim Muggli        | 2003 | 184  | 87   | R    | -                |
| 44 | Svizzera (bandiera)                        | A     | André Heim A      | 1998 | 187  | 90   | L    | -                |
| 61 | Canada (bandiera)                          | A     | Philippe Maillet  | 1992 | 178  | 84   | L    | -                |
| 67 | Norvegia (bandiera) · Svezia (bandiera)    | A     | William Hedlund   | 2002 | 179  | 78   | R    | Licenza svizzera |
| 80 | Rep. Ceca (bandiera)                       | A     | Dominik Kubalík   | 1995 | 187  | 86   | L    | -                |
| 81 | Francia (bandiera)                         | A     | Floran Douay      | 1995 | 190  | 98   | L    | Licenza svizzera |
| 87 | Svizzera (bandiera)                        | A     | Dario Bürgler A   | 1987 | 185  | 93   | R    | -                |
| 88 | Italia (bandiera)                          | A     | Tommaso De Luca   | 2004 | 183  | 85   | L    | Licenza svizzera |
| 89 | Canada (bandiera)                          | A     | Chris DiDomenico  | 1989 | 180  | 83   | R    | -                |

Legenda: P=Portiere; D=Difensore; A=Attaccante; L=Sinistra; R=Destra

### Staff tecnico
Aggiornato al 23 ottobre 2024. 
| Ruolo                                                 | Nome              |
| ----------------------------------------------------- | ----------------- |
| Direttore sportivo:                                   | Paolo Duca        |
| Allenatore:                                           | Luca Cereda       |
| Vice allenatore:                                      | René Matte        |
| Vice allenatore:                                      | Éric Landry       |
| Allenatore portieri:                                  | Pauli Jaks        |
| Preparatore atletico:                                 | Lukas Oehen       |
| Mental Coach:                                         | Corsin Camichel   |
| Assistente direttore sportivo e responsabile squadra: | Alessandro Benin  |
| Capo dottore:                                         | Bruno Capelli     |
| Massaggiatore medicale:                               | Luca Grotto       |
| Fisioterapista:                                       | Lorenzo Croce     |
| Video:                                                | Fausto Croce      |
| Responsabile materiale:                               | Braian Grasser    |
| Assistente responsabile materiale:                    | Manuele Dalle Ave |
| Assistente responsabile materiale:                    | Omar Simonetta    |

## Giocatori
- Campionato del mondo:

 Róbert Petrovický: 2002
 Dominik Kubalík: 2024
- Campionato del mondo:

 Leif Rohlin: 2001
 Zdeněk Kutlák: 2012

### Maglie ritirate
| ● | 8  | - | Svizzera (bandiera) | Nicola Celio |
| ● | 15 | - | Canada (bandiera)   | Dale McCourt |
| ● | 19 | - | Svizzera (bandiera) | Peter Jaks   |
| ● | 46 | - | Svizzera (bandiera) | Paolo Duca   |

## Allenatori
Lista degli allenatori succedutisi sulla panchina dell'Hockey Club Ambrì-Piotta dal 1937 ad oggi:

| Periodo | Periodo | Allenatore          |
| Dal     | Al      | Allenatore          |
| ------- | ------- | ------------------- |
| 1937    | 1949    | Giovanni Zamberlani |
| 1949    | 1951    | Harry Vedan         |
| 1951    | 1953    | Beat Rüedi          |
| 1953    | 1958    | Bob Kelly           |
| 1958    | 1959    | Larry Kwong         |
| 1959    | 1960    | Keller              |
| 1960    | 1961    | Ed Zukiwski         |
| 1961    | 1963    | Herbert Ulrich      |
| 1963    | 1964    | Bob Bragagnolo      |
| 1964    | 1965    | Lasse Lilja         |
| 1965    | 1968    | Jiří Kren           |
| 1968    | 1969    | Jiří Anton          |
| 1969    | 1970    | Rüdi Kilias         |
| 1970    | 1971    | Bob Hall            |
| 1971    | 1972    | Andy Bathgate       |
| 1972    | 1973    | Josef Cvach         |

| Periodo | Periodo | Allenatore         |
| Dal     | Al      | Allenatore         |
| ------- | ------- | ------------------ |
| 1973    | 1974    | Derek Holmes       |
| 1974    | 1977    | Jiří Kren          |
| 1977    | 1978    | Ivan Bencic        |
| 1978    | 1979    | Alpo Suhonen       |
| 1979    | 1982    | Jiří Kren          |
| 1982    | 1983    | Jean Cusson        |
| 1983    | 1984    | Lasse Lilja        |
| 1984    | 1985    | Peter Ustorf       |
| 1985    | 1986    | Andy Szczepaniec   |
| 1986    | 1987    | Roland Von Mentlen |
| 1987    | 1988    | Roland Von Mentlen |
| 1988    | 1990    | Dan Hober          |
| 1990    | 1993    | Bryan Lefley       |
| 1993    | 1994    | Perry Pearn        |
| 1994    | 1997    | Aleksandr Jakušev  |
| 1997    | 2000    | Larry Huras        |

| Periodo | Periodo | Allenatore        |
| Dal     | Al      | Allenatore        |
| ------- | ------- | ----------------- |
| 2000    | 2001    | Pierre Pagé       |
| 2001    | 2003    | Rostislav Čada    |
| 2003    | 2006    | Serge Pelletier   |
| 2006    | 2006    | Pekka Rautakallio |
| 2006    | 2007    | Larry Huras       |
| 2007    | 2008    | Jan Tlacil        |
| 2008    | 2009    | John Harrington   |
| 2009    | 2009    | Rostislav Čada    |
| 2009    | 2010    | Benoît Laporte    |
| 2010    | 2012    | Kevin Constantine |
| 2012    | 2015    | Serge Pelletier   |
| 2015    | 2017    | Hans Kossmann     |
| 2017    | 2017    | Gordie Dwyer      |
| 2017    |         | Luca Cereda       |

## Palmarès

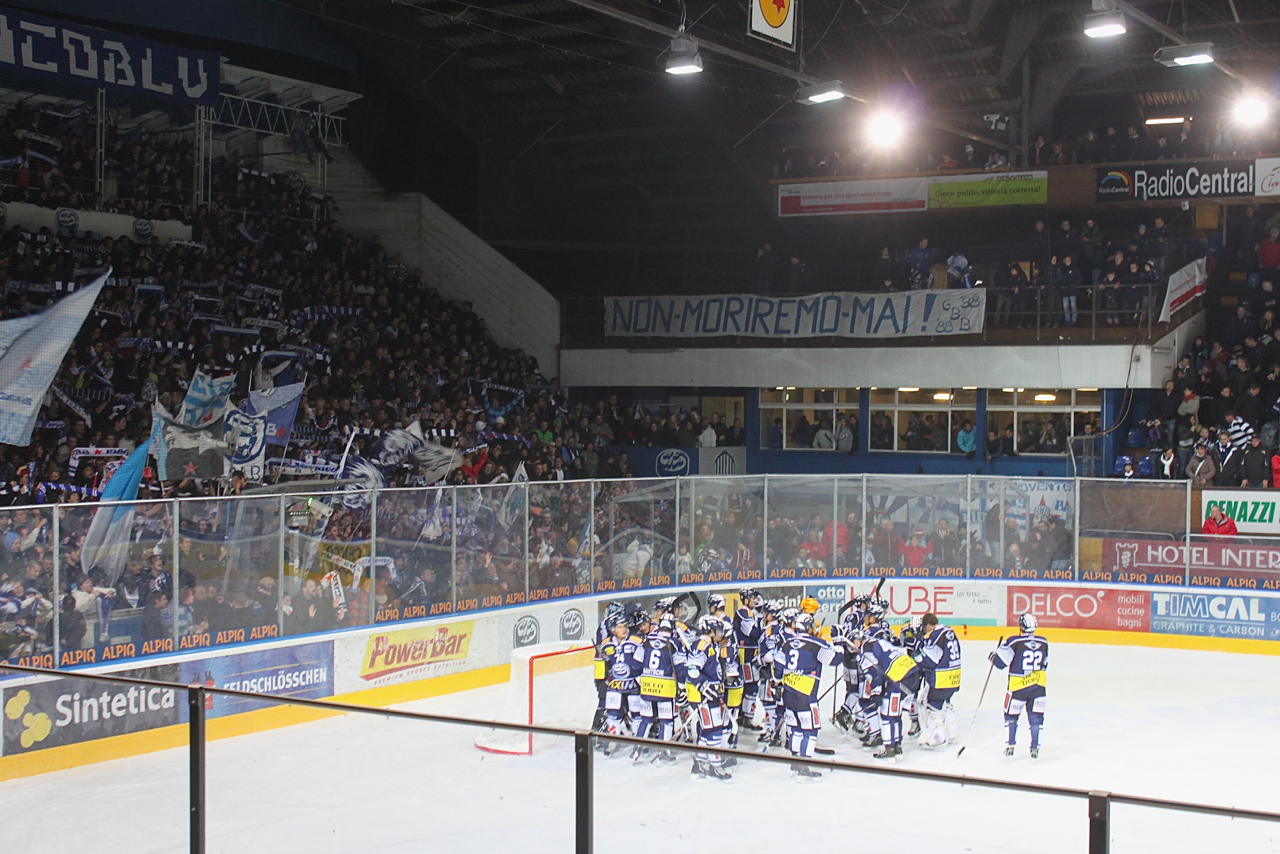
La squadra durante un incontro contro il Losanna.

Questo è il palmarès dell'Hockey Club Ambrì-Piotta a partire dalla fondazione:

### Competizioni nazionali
- Vincitore Regular Season: 1

1998-1999
- Coppa Svizzera: 1

1962
- Campione svizzero LNB: 4

1948, 1949, 1950, 1970

### Competizioni internazionali
- IIHF Continental Cup: 2

1998-1999, 1999-2000
- Supercoppa IIHF: 1

1999
- Coppa Spengler: 1

2022

### Altri risultati
- Promozioni dalla Lega Nazionale B: 4

1952-1953, 1969-1970, 1981-1982, 1984-1985

## Record e statistiche

### Partecipazione ai campionati
Risultati raccolti a partire dal 1947, anno della prima partecipazione dell'HC Ambrì-Piotta ad eventi ufficiali organizzati dalla Lega svizzera di hockey su ghiaccio.
| Livello | Categoria        | Partecipazioni | Debutto   | Ultima stagione |
| ------- | ---------------- | -------------- | --------- | --------------- |
| 1º      | Lega Nazionale A | 56             | 1953-1954 | 2024-2025       |
| 2º      | Lega Nazionale B | 18             | 1947-1948 | 1984-1985       |

## Tifoseria

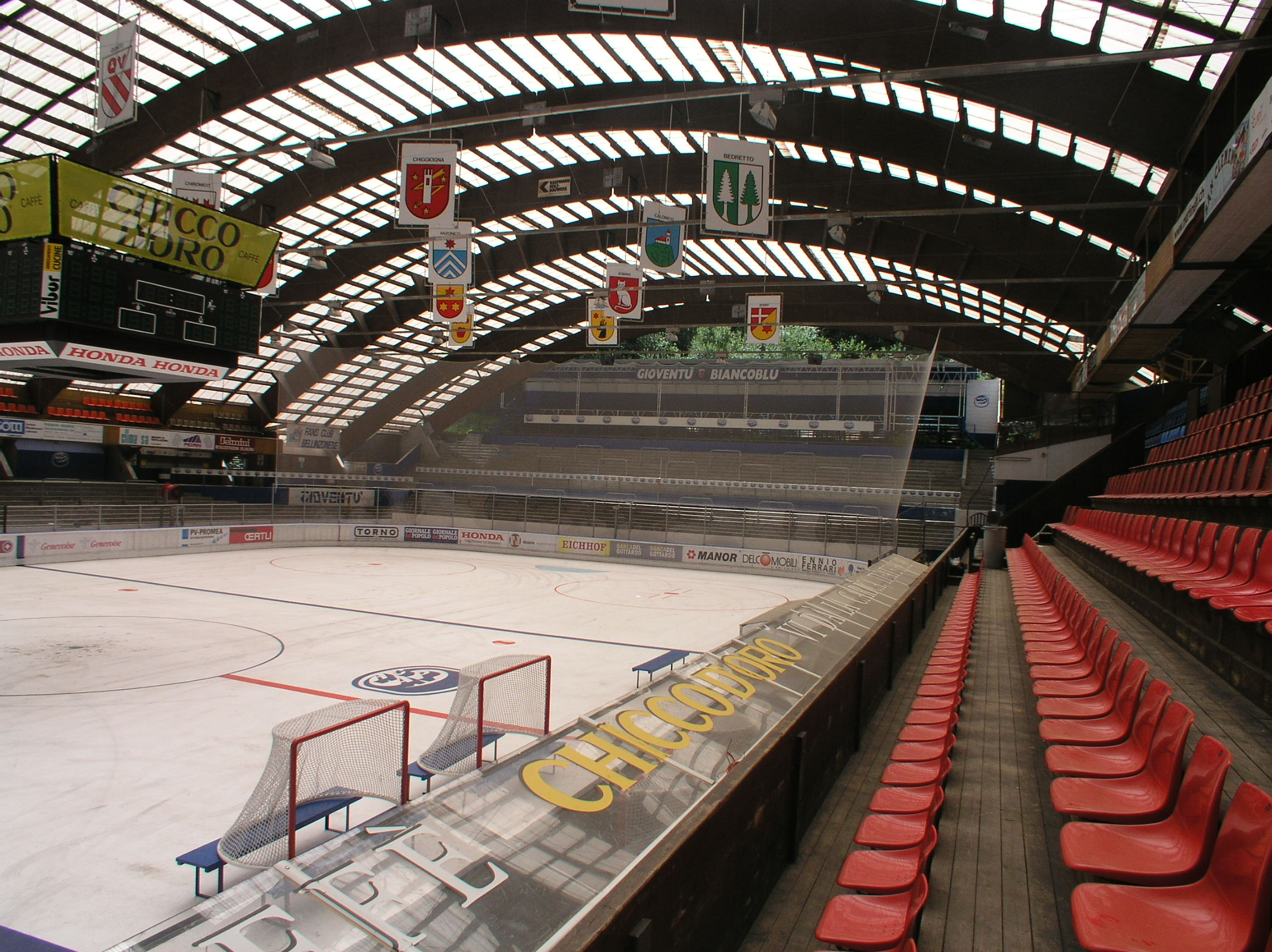
Vista della Curva Sud della Valascia.

I tifosi dell'Ambrì-Piotta nutrono un'accesa rivalità con la squadra dell'Hockey Club Lugano, per ragioni storiche e logistiche. Infatti per la vicinanza geografica e poiché le due squadre ticinesi hanno militato spesso nella stessa divisione, la Lega Nazionale A, il derby è molto sentito nel cantone d'appartenenza. In tali occasioni l'agonismo in campo può raggiungere livelli esasperati: in due occasioni (il 23 gennaio 1973 ed il 10 gennaio 1987) scoppiarono tafferugli tra i giocatori delle due squadre, costringendo ad interrompere la partita.. 
Altre rivalità molto sentite sono quelle con Zurigo e Losanna, questi ultimi per via della stretta amicizia con gli eterni rivali del Lugano.
Il cuore del tifo organizzato della squadra leventinese è la "Gioventù Biancoblù" (nata nel 1988) della "Curva Sud" della Valascia, ove prendono posto i tifosi più accesi. In precedenza le redini del tifo erano in mano agli "Eagles". 
Esistono 21 fans club ufficialmente riconosciuti dall'HC Ambrì-Piotta, la maggior parte dei quali concentrati nel Canton Ticino, oltre a presenze nei cantoni di Berna, Uri, Zurigo, Friburgo e Svitto. Anche in Italia esistono alcuni gruppi di sostenitori biancoblu, localizzati a Bologna, Val Vigezzo, Asti, nelle Dolomiti Agordine, a Chiavenna, Novara, Varese, Como, Pavia, Udine, Venezia, Milano e provincia, Bolzano, Merano e Asiago.
I tifosi dell'HC Ambrì-Piotta sono legati da un'amicizia con i tifosi del Pisa Sporting Club, società calcistica di Pisa, in Toscana (Italia) e con i tifosi della Cavese 1919, società calcistica di Cava de' Tirreni, in Campania (Italia); vi è inoltre un sentito gemellaggio con i sostenitori degli Eisbären Berlin, squadra hockeystica berlinese.

## Settore giovanile
Il settore giovanile dell'Ambrì-Piotta, denominato "HCAP Giovani", è formato da diverse selezioni suddivise in base all'età: subito al di sotto della prima squadra si trovano gli "Juniori Elite" (under-20), i cui giocatori vengono talvolta impiegati nel massimo campionato. La formazione ha vinto il campionato nazionale di categoria nella stagione 1995-1996. Le altre formazioni giovanili sono i "Novizi Elite" (under-18), i "Mini" (under-15), i "Moskito" (under-13), i "Piccolo" (under-11) e i "Bambini" (under-9). Il settore giovanile della formazione leventinese conta 55 collaboratori e 130 giocatori coinvolti nelle diverse formazioni, e collabora con alcune squadre affiliate militanti nelle serie minori: l'HC Chiasso in Prima e il GDT Bellinzona in Seconda Lega.

## Società
L'Hockey Club Ambrì-Piotta ha assunto dal 1998 la forma statutaria di società anonima. La sede della società si trova nella frazione di Ambrì, parte del comune di Quinto, presso l'ex-stazione delle FFS. Nel 2011 la società affrontò un momento di forte difficoltà dovuto a problemi finanziari, dovuti ai debiti degli anni precedenti e all'esigenza di raccogliere liquidità per la stagione successiva. Grazie anche ad una campagna di raccolta di fondi, la società il 25 agosto 2011 ufficializzò l'aumento di capitale e il ripianamento dei debiti.

### Consiglio d'amministrazione
Organigramma del consiglio d'amministrazione dell'Hockey Club Ambrì-Piotta
- Presidente: Filippo Lombardi
- Vicepresidente: Massimo Frigerio
- Membri del Consiglio d'amministrazione:
  - Michael Zwyssig
  - Silvano Leoni
  - Reto Sormani
  - Paolo Imperatori

## Sostenitori
I sostenitori ufficiali dell'Hockey Club Ambrì-Piotta sono:
- Gruppo di sostegno[24]
- Donatoren Club HCAP[25]
- Les amis d'Ambrì Romandie[26]